# Dorogoj dlinnoju
Dorogoj dlinnoju (Дорогой длинною, v prevodu »Po dolgi cesti«) je ruska romanca, ki jo je leta 1924 zložil Boris Fomin, prvotno besedilo pa napisal Konstantin Podrevski.
Pesem je hitro postala priljubljena v Rusiji in med ruskimi emigranti. Najbolj znan izmed številnih tedanjih izvajalcev pesmi je bil Aleksander Vertinski, ki jo je večkrat posnel v 20. in 30. letih prejšnjega stoletja. V poznih 60. in zgodnjih 70. letih je pesem doživela drugi vrhunec popularnosti, izvajali so jo sovjetski in tuji pevci.

## Izvirno besedilo
V izvirniku ima pesem naslednje besedilo:
| Ruski izvirnik Ехали на тройке с бубенцами, А вдали мелькали огоньки. Эх, когда бы мне теперь за вами, Душу бы развеять от тоски! Refren: Дорогой длинною, да ночкой лунною, Да с песней той, что в даль летит, звеня, Да со старинною, да семиструнною, Что по ночам так мучила меня. Да, выходит, пели мы задаром. Понапрасну ночь за ночью жгли. Если мы покончили со старым, Так и ночи эти отошли! Refren В даль иную — новыми путями — Ехать нам судьбою суждено! Ехали на тройке с бубенцами, Да теперь проехали давно. Refren Никому теперь уж не нужна я, И любви былой не воротить, Коль порвётся жизнь моя больная, Вы меня везите хоронить. Refren | Prečrkovanje Jehali na trojke s bubencami, A vdali mel’kali ogon’ki. Eh, kogda by mne teper’ za vami, Dušu by razvejat’ ot toski! Refren: Dorogoj dlinnoju, da nočkoj lunnoju, Da s pesnej toj, čto v dal’ letit, zvenja, Da so starinnoju, da semistrunnoju, Čto po nočam tak mučila menja. Da, vyhodit, peli my zadarom. Ponaprasnu noč’ za noč’ju žgli. Jesli my pokončili so starym, Tak i noči eti otošli! Refren V dal’ inuju — novymi putjami — Jehat’ nam sud’boju suždeno! Jehali na trojke s bubencami, Da teper’ projehali davno. Refren Nikomu teper’ už ne nužna ja, I ljubvi byloj ne vorotit’, Kol’ porvjotsja žizn’ moja bol’naja, Vy menja vezite horonit’. Refren | Dobeseden prevod Vozili smo se na trojki s kraguljčki, v daljavi so migljali plamenčki. Ah, ko bi zdaj lahko šla za vami, da bi si razvedrila dušo od žalosti! Refren: Po dolgi cesti, v mesečni noči, s tisto pesmijo, ki odmeva v daljave, s tisto staro sedemstrunsko, ki me je ponoči tako mučila. Da, izkazalo se je, da smo peli zaman. Po nepotrebnem noč za nočjo smo prebedeli. Če smo opravili s preteklostjo, potem so tudi te noči minile! Refren V drugo daljavo – po novih poteh – se nam je usoda odpraviti! Vozili smo se na trojki z zvončki, a zdaj smo že davno odpeljali mimo. Refren Nihče me zdaj več ne potrebuje in minule ljubezni ni mogoče vrniti. Če se pretrga življenje moje bolno, me peljite pokopat. Refren |

Vertinski je besedilo precej spremenil in danes se v Rusiji najpogosteje izvaja mešanica izvirnika in njegove različice.

## Priredbe
Ameriški arhitekt, pisatelj in glasbenik Eugene Raskin, čigar starši so bili ruskega rodu, je na nekoliko spremenjeno melodijo pesmi zapisal novo angleško besedilo in jo leta 1962 posnel pod naslovom Those Were the Days. Istega leta je pesem izdal ameriški folk trio The Limeliters na albumu Folk Matinee. Leta 1964 je Raskinov nastop v londonskem klubu Blue Angel poslušal Paul McCartney, ki je štiri leta kasneje Those Were the Days izbral za debitantski singel 18-letne valižanske pevke Mary Hopkin. Singel je izšel pri založbi Beatlov Apple Records 30. avgusta 1968 in dosegel prvo mesto britanske lestvice singlov, kjer je ostal šest tednov. V ZDA je pesem dosegla drugo mesto. Hopkin je posnela tudi različice v španščini, italijanščini, nemščini in francoščini. Pesem so izvajali Sandie Shaw, Engelbert Humperdinck, Dalida (pod naslovom »Le temps des fleurs«) in drugi. Čeprav je Raskin napisal le besedilo in ne glasbe, je na vseh različicah plošč z »Those Were the Days« naveden kot edini avtor.
Po zaslugi priljubljenosti angleške različice so pesem prevedli v številne evropske in azijske jezike. V slovenščini so jo priredili Prifarski muzikanti z naslovom »Bili so dnevi«, drug prevod pa je nastal tudi za predstavo Pesem za Laro - Ujetnica časa, v kateri igra in poje Lara Jankovič.